# 倉吉看護高等専修学校
鳥取県中部医師会附属倉吉看護高等専修学校（くらよしかんごこうとうせんしゅうがっこう）は、鳥取県倉吉市にあった准看護師養成所。鳥取県中部医師会が運営していた。

## 沿革
- 1915年（大正4年）7月1日 - 倉吉看護婦養成所設立
- 1932年（昭和7年）6月30日 - 看護婦規則第2条による指定養成所として鳥取県知事の許可
- 1950年（昭和25年）3月30日 - 戦後の制度改革により旧養成所を一時閉鎖
- 1953年（昭和28年）4月1日 - 倉吉看護学園を設立
- 1954年（昭和29年）6月1日 - 保健婦、助産婦、看護婦法第22条の2による指定養成所として、鳥取県中部准看護婦養成所の設置が鳥取県知事より許可
- 1963年（昭和38年）9月13日 - 鳥取県中部准看護学院と改称。
- 1964年（昭和38年）12月25日 - 学校教育法第83条第3項による私立各種学校として鳥取県知事の許可
- 1977年（昭和52年）4月1日 - 倉吉准看護学院と改称
- 1981年（昭和56年）3月31日 - 鳥取県中部医師会附属倉吉看護高等専修学校設置認可
- 2019年（令和元年）6月27日 - 令和2年度生の募集を最後に生徒募集を廃止[1]
- 2022年（令和4年3月） - 廃校

## 姉妹校
- 一般社団法人鳥取県東部医師会附属鳥取看護高等専修学校
- 公益社団法人鳥取県西部医師会附属米子看護高等専修学校